# Instancjusz
Instancjusz (IV wiek) – biskup, zwolennik Pryscyliana. Prawdopodobnie jest autorem pisma pod tytułem Księga o wierze i apokryfach, która mogła być przedstawiona na synodzie zwołanym przeciw Pryscylianowi w 380 roku w Saragossie. Po potępieniu Pryscyliana Instancjusz usiłował usprawiedliwiać swoje poglądy w dziele Księga do biskupa Damazego. Napisał też Księgę obrony. Przypisuje mu się także jedną modlitwę oraz siedem homilii:
1. Tractatus paschae
2. Tractatus exodii
3. Tractatus psalmi 1
4. Tractatus psalmi III
5. Tractatus psalmi XIV
6. Tractatus psalmi LIV
7. Benedicto super fideles

Inni badacze przypisują te utwory samemu Pryscylianowi.